# Plumarella acuminata
Plumarella acuminata is een zachte koraalsoort uit de familie Primnoidae. De koraalsoort komt uit het geslacht Plumarella. Plumarella acuminata werd in 1908 voor het eerst wetenschappelijk beschreven door Kinoshita. 